# Neuvy-sur-Barangeon
 Neuvy-sur-Barangeon  là một xã thuộc tỉnh Cher trong vùng Centre-Val de Loire miền trung Pháp.